# ミナキソロン
ミナキソロン(Minaxolone, CCI-12923)は、全身麻酔用に開発された神経ステロイドであるが、ラットに長期投与した際に見られた毒性のため、登録前に撤回された。そのため、市場に出回ったことはない。GABAA受容体の陽性アロステリック調節因子であり、また作用は弱いが、グリシン受容体の陽性アロステリック調節因子でもある。

## 化学
神経ステロイドの一覧を参照。